# 1837 Osita
Az 1837 Osita (ideiglenes jelöléssel 1971 QZ1) a Naprendszer kisbolygóövében található aszteroida. James B. Gibson fedezte fel 1971. augusztus 16-án.